# North American NA-16
Il North American NA-16 fu uno dei primi aerei da addestramento, risalenti agli anni trenta, costruiti dalla North American Aviation e rappresentò l'inizio della linea di aerei da addestramento dell'azienda, che nei vari modelli contò più di 17.000 esemplari. L'NA-16 aveva un unico motore, un'unica ala, due cockpit in tandem aperti e carrello d'atterraggio fisso. Il motore Wright Whirlwind era un radiale raffreddato ad aria da 400 CV. La maggior parte dell'apparecchio era metallico, mentre la fusoliera posteriore era di tela dipinta.
L'NA-16 volò per la prima volta il 1º aprile 1935 e fu sottoposto per una valutazione allo U.S. Army Air Corps come addestratore di base. L'aviazione diede il nulla osta per la sua produzione imponendo alcune significative modifiche: le principali furono la sostituzione del motore Wright con un Pratt & Whitney R-1340, la chiusura delle cabine di pilotaggio e la realizzazione di un carrello retrattile. L'NA-16 così modificato venne ridenominato dalla North American NA-18.
In Australia, la Commonwealth Aircraft Corporation produsse 755 esemplari noti come CAC CA-16 Wirraway tra il 1939 e il 1945: alcuni di questi prestarono servizio attivo per un breve periodo a Bougainville.

## Utilizzatori
Dati estratti da North American NA-16/AT-6/SNJ
 Argentina
- Fuerza Aérea Argentina

 Australia
- Royal Australian Air Force

ricevette degli esemplari da utilizzare come campioni per la produzione su licenza
 Brasile
- Marinha do Brasil

 Canada
- Royal Canadian Air Force

 Repubblica di Cina
- Chung-Hua Min-Kuo K'ung-Chün

 Francia
- Armée de l'Air
- Aéronautique navale

 Francia di Vichy
- Armée de l'air de l'armistice

 Germania
- Luftwaffe

 Giappone
- Dai-Nippon Teikoku Kaigun Kōkū Hombu

operò con due esemplari acquistati nel 1938 a scopo di valutazione e designati localmente KXA1 e KXA2.
 Honduras
- Fuerza Aérea Hondureña

 Paesi Bassi
- Koninklijke Luchtmacht

 Rhodesia Meridionale
- Southern Rhodesian Air Force

 Svezia
- Svenska Flygvapnet

 Regno Unito
- Royal Air Force

 Stati Uniti
- United States Army Air Corps
- United States Army Air Forces
- United States Navy

 Sudafrica
- South African Air Force

 Venezuela
- Fuerza Aérea Venezolana